# Frederico III da Áustria
Frederico III da Áustria (Viena, 31 de março de 1347 — Viena, 10 de dezembro de 1362) foi o segundo filho de Alberto II da Áustria e de Joana de Pfirt. Era irmão de Rodolfo IV da Áustria.
Frederico está sepultado na Cripta Ducal em Viena.